# La vanità delusa
La vanità delusa, ossia Il mercato di Malmantide (La vanidad engañada o El mercado de Malmantide en español) es un drama jocoso en dos actos con música de Domenico Cimarosa, basado en el libreto en italiano Il mercato di Malmantide de Carlo Goldoni. Se estrenó en el Teatro della Pergola de Florencia, Italia en la primavera de 1784. 